# Luisa Fernández
Luisa Fernández, död 1683, var en spansk skådespelare. Hon var engagerad vid de kungliga teatrarna i Madrid, Teatro de la Cruz och Teatro del Príncipe. Hon tillhörde de mer uppmärksammade scenartisterna under sin samtid. 